# Раджель, Али
Али Раджель Шейх Бакир (англ. Ali Radjel Cheikh Bachir, род. 18 января 1998, EH) — западносахарский, алжирский и испанский футболист, нападающий испанского клуба «Атлетико» (Паленсия).

## Биография
Али Раджель родился 18 января 1998 года в Западной Сахаре.
Начал заниматься футболом в Западной Сахаре, играя по пятницам после школы. В 9-летнем возрасте переехал к родителям, к тому времени обосновавшимся в Испании. Здесь Раджель первоначально тренировался в «Конкенсе», а в июле 2016 года перебрался в «Райо Вальекано», где занимался до выпуска.
В 2017 году начал профессиональную карьеру в Литве, где в сезоне 2017 года выступал за дубль и главную команду «Утениса». В чемпионате страны он провёл 14 матчей, забил 2 мяча.
В 2018 году вернулся в Испанию, где выступал за «Атлетико Монсон» в Терсере, провёл 11 матчей, забил 3 гола. В июле того же года перебрался в «Логроньес». В основном также выступал в Терсере за дубль, забив 20 мячей в 33 играх, но успел провести 2 матча в Сегунде B за главную команду.
В 2019 году перешёл в «Нумансию». В сезоне-2019/20 на его счету 24 матча и 6 мячей в Терсере за дубль и 3 матча в Сегунде за главную команду. В сезоне-2020/21 сыграл всего 7 минут в единственном матче за главную команду «Нумансии» в Сегунде B при 19 матчах и 5 голах за дубль.